# Almeida de Sayago
Almeida de Sayago es un municipio y lugar español de la provincia de Zamora, en la comunidad autónoma de Castilla y León. Cuenta con una población de 422 habitantes (INE 2024).
Se encuentra ubicado en la comarca de Sayago, al sur de la provincia de Zamora, lindando con la comarca salmantina de Tierra de Ledesma. En su término municipal se encuentran las localidades de Almeida y Escuadro, ambas rodeadas de parajes naturales en los que predomina el paisaje adehesado de encinas centenarias, junto a una numerosa y variada flora y fauna. En sus proximidades se encuentran el embalse de Almendra y el parque natural de Arribes del Duero, dos de los principales enclaves turísticos de su comarca y provincia.
Cuenta con un notable patrimonio, en el que destaca el dolmen del Casal del Gato y el manantial de aguas termales de los Hervideros de San Vicente, este último origen y razón de ser de su actual balneario. Su casco urbano responde al tipismo de la arquitectura rural de la comarca de Sayago, construido en exclusiva con la abundante roca de granito de la zona. De entre sus inmuebles descuella su barroca iglesia parroquial, sus puentes y fuentes —algunos de origen romano— y la sobria facción de su ayuntamiento. Esta es una tierra de antiguas y arraigadas tradiciones populares, con ejemplos históricos como los encierros de Vacas Bayonas, el tradicional baile de la Bandera o su antigua romería a la ermita de Nuestra Señora de Gracia, a la sazón patrona de la comarca de Sayago.

## Toponimia
El topónimo Almeida se encuentra presente tanto en España como en Portugal. Su etimología es arábiga, aunque los autores no establecen por unanimidad el vocablo árabe del que deriva. Para unos autores, procede de la palabra árabe almavdat,  con el que se designa el otero o la meseta. Para otros deriva de al meda o de talameyda que significaba 'mesa' en una clara alusión a su territorio plano. Otros, sin embargo, opinan que deriva de atmeidan, que significaría 'campo' o 'lugar donde corren los caballos', actividad muy común en el pueblo árabe. El período de dominación árabe de la península ibérica, dejó numerosos ejemplos de topónimos árabes en la comarca de Sayago (Alfaraz, Cozcurrita, Fariza, Gáname, Tamame o Zafara) y en el resto de la provincia de Zamora (Alcubilla de Nogales, Algodre, Almaraz de Duero, Barrio de Rábano o Venialbo, entre otros).
En el caso de Almeida de Sayago existe además una leyenda popular que aporta una nueva y original justificación sobre el origen de su nombre. Conforme a esta narración, transmitida de generación en generación, Almeida proviene de la expresión 'el medio'. El relato habla de la existencia de siete aldeas y un castillo en el que residía un señor feudal al que los aldeanos rendían tributo. Con el tiempo, la armonía de la convivencia de estas aldeas quedó rota por las continuas desavenencias surgidas entre sus habitantes. Para solventar las disputas, se decidió encontrar un lugar céntrico que simbolizara la concordia entre todos y que se denominó El Medio y finalmente Almeida. El arraigo de esta leyenda es tan notable en Almeida que el escudo municipal incluye siete cruces en representación de cada una de las siete aldeas originarias.
El término municipal de Almeida incluye además la localidad pedánea de Escuadro. El topónimo de esta última población podría tener un origen romanizador, posiblemente relacionado con ex-cuadro, en clara referencia al contingente que abastecía a las tropas romanas y que se situaba fuera del campamento militar.
Los gentilicios de las localidades existentes en el municipio son almeidense, para los naturales de Almeida de Sayago, y escuadrinos para los de Escuadro, localidad pedánea de la anterior.

## Geografía

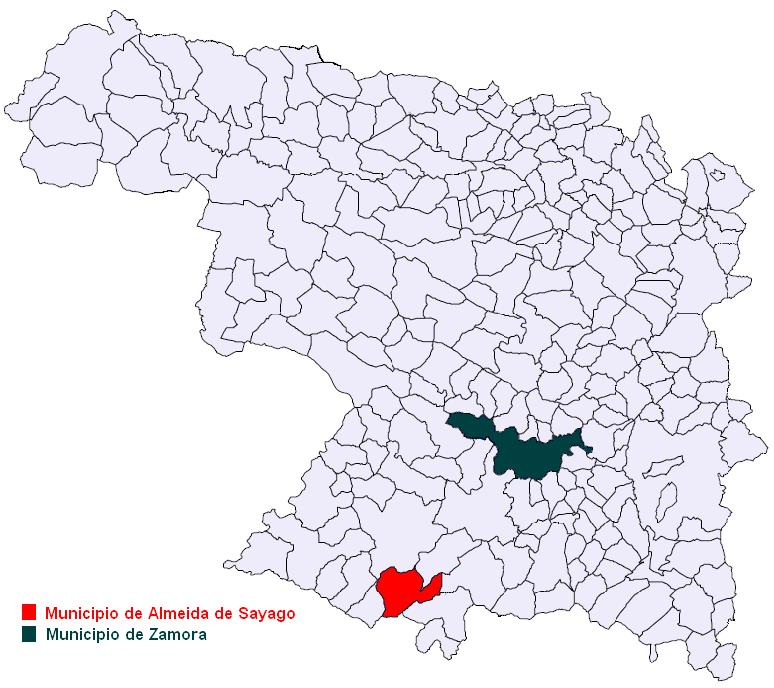
Almeida en la provincia de Zamora

Almeida es un municipio español perteneciente a la comunidad autónoma de Castilla y León y a la provincia de Zamora, de cuya capital dista 41 km.
Pertenece a la histórica y tradicional comarca de Sayago, encontrándose situado también en su zona más meridional, junto a la comarca salmantina de Tierra de Ledesma.
El municipio incluye los núcleos de población de Almeida, la capital municipal, y de Escuadro, localidad pedánea del municipio. El territorio perteneciente a Almeida abarca una extensión de 63,64 km² y el de Escuadro 12,96 km². El perímetro del territorio de la localidad de Almeida, vienen definido por las lindes de sus localidades vecinas. Estas son:
- Norte: término de Villamor de Cadozos, anejo de Bermillo de Sayago.
- Sur: término de Pelilla, anejo de Ledesma, y el término municipal de Alfaraz de Sayago.
- Este: término municipal de Fresno de Sayago y el término de Escuadro, este último anejo de Almeida.
- Oeste: términos municipales de Carbellino y Roelos de Sayago.

El municipio de Almeida se encuentra integrado en la mancomunidad de Sayagua. Esta es una agrupación voluntaria de municipios de la comarca de Sayago que se constituyó en 1986 para la prestación del servicio de abastecimiento de agua, aunque también contempla la realización de otros servicios y obras de competencia municipal e interés común.
| Noroeste: Municipio de Roelos    | Norte: Municipio de Bermillo | Noreste: Municipio de Fresno  |
| Oeste: Municipio de Carbellino   |                              | Este: Municipio de Peñausende |
| Suroeste Municipio de Carbellino | Sur: Municipio de Ledesma    | Sureste: Municipio de Alfaraz |

El casco urbano se sitúa a una media de 785 m s. n. m., ocupando un espacio físico caracterizado por su posición abrigada respecto al viento solano, por la protección que ofrece por el sur el cerro de El Branquial, y del viento gallego por la cobertura que desde el noroeste da la cuesta del Gallo. El pueblo se asienta junto al cauce del rivera de Belén, afluente del Tormes, que divide su aglomeración urbana en dos mitades. El Puente Mayor, las Alcantarillas, el Puente de los Muertos y los Pontones han sido las vías de comunicación y tránsito entre ambos barrios, cruzando el cauce de esta rivera, flanqueada por huertos familiares, algunos prados y alamedas.

### Orografía
El relieve se caracteriza por una pendiente generalizada, con sentido descendente en dirección suroeste, según la cual de configuran una serie de valles que concluyen en el embalse de Almendra sobre el río Tormes.
La topografía del terreno es ondulada con pequeñas pendientes que se acentúan allí donde aparecen manchas graníticas en forma de batolitos, generando un paisaje característico. Los principales afloramientos graníticos se sitúan en la parte centro-oeste a ambos lados de los cauces de la rivera de Belén y del arroyo de los Regomillos. La altura media se sitúa en los 770 m s. n. m., siendo el cerro de la Cabeza (851 m s. n. m.) su altura máxima. Esa abundancia de granito, por otra parte, impermeabiliza el suelo de tal forma que cuando llueve el agua se almacena en cualquier hondonada del terreno moteándolo de pequeñas y grandes charcas, que se conocen popularmente como 'cadozos', y que confieren al paisaje sayagués su principal seña de identidad.
Cuenta con dos paisajes muy diferentes: hacia el este, los terrenos son ondulados y de aprovechamiento agrícola y hacia el oeste, orientadas hacia el río Tormes, el paisaje es rocoso, desnudo y mucho más agreste, con abundantes berruecos de granito que toman formas caprichosas: unos como grandes sombreros, otros como perfiles de gigantes zoomórficos. Y aun rocas a las que se les han atribuidos nombres que hacen mención a sus formas o características, como la peña de la Mujer, la de la Campana). Esta zona es agreste y, al no ofrecer espacio suficiente para la labranza, quedó desde antiguo reservada para el pastoreo. Al norte se extiende el lugar conocido como La Cueva de unas 150 ha de superficie, y al suroeste, otro denominado El Conejal con cerca de 657 ha, ambos poblados con bosques de encina y vegetación áspera, matorrales y carrascas.

### Hidrografía
Toda la superficie del término de Almeida vierte sus aguas de escorrentía al río Tormes a través de varios arroyos que cruzan la zona. Los más importantes son el arroyo de los Regomillos, la rivera de Belén, el arroyo de la Hojita, el arroyo de Riego Malo y la rivera del Campo. Todos ellos cruzan la zona en dirección NE-SO, complementándose la red hidrográfica con otros cauces de menor entidad. Por lo general, se trata de cursos de agua que sufren un marcado estiaje, llegando a desaparecer por completo en los meses de verano. Únicamente suele quedar agua almacenada en los hoyos de los cauces, los denominados 'cadozos'. En cambio, durante la temporada de lluvias pueden llegar a alcanzar caudales de cierta importancia, debido fundamentalmente a la escasa profundidad del suelo, que dificulta el drenaje interno.

### Clima
El clima de la zona de Almeida se clasifica como mediterráneo continentalizado. La temperatura media anual es de unos 12 °C, con inviernos fríos y veranos calurosos. El salto término anual entre estaciones extremas es muy alto. El periodo medio libre de heladas es de seis meses.
La precipitación media anual es de 550 mm repartidos uniformemente a lo largo del año, con una época seca en julio y agosto.

### Edafología
En la zona se pueden diferenciar dos tipos de suelos característicos:
- En la mitad noroeste del término, los suelos son franco/arenosos, de poco fondo, asentados sobre granito. Con mucha rocosidad y elementos gruesos y poca pedregosidad. De consistencia suelta, sin estructura definida. Color pardo pálido. Pobres en materia orgánica y nutrientes y de pH ácido, entre 4,5 y 6. La pendiente es compleja, con buena escorrentía y regular drenaje. Son suelos destinados al labradío, cultivándose principalmente el centeno. La vocación natural es monte y pastos dirigidos al desarrollo de la ganadería. El concepto local de los suelos es muy malo.

- En la parte sureste del término los suelos predominantes son francos, con pendiente compleja, bastante erosionados, con buena escorrentía y regular drenaje y capa freática profunda. La parte más superficial, tiene muchos elementos gruesos y regular pedregosidad formada por cascajo subanguloso. Rara vez afloran las rocas. De consistencia semidura y estructura en bloques moderada y media. El color es pardo rojizo. El pH ácido, entre 4,5 y 6. Pobres en materia orgánica y nutrientes. Se dedican estos suelos a cultivos adehesados, cultivo de cereales entre encinares. El concepto local del terreno es regular. La vocación de estos suelos es una rotación a base de leguminosa y cereal, junto con la creación de prados para mejorar el suelo.

### Geología
La mayor parte de la zona está constituida por materiales ígneos, pertenecientes a los extensos macizos cristalinos que ocupan el oeste de la Península. Cubriendo estas rocas ácidas descansan sedimentos terciarios alternando con depósitos indiferenciados del Cuaternario.

## Historia

### Prehistoria
El dolmen del Casal del Gato, posiblemente del Bronce Final, es una de las primeras referencias conocidas de la presencia del hombre en Almeida. Se encuentra situado a unos cuatro kilómetros al oeste de su casco urbano y aún conserva parte de la galería de acceso, aunque han desaparecido la cámara y el túmulo. De este yacimiento se extrajo un cuchillo de sílex, la hoja de un puñal de cobre, un prisma hexagonal de cuarzo, una escudilla de barro, un hacha de piedra, restos de vaso con decoración incisa y dos cuentas de piedra de color verdoso, todos ellos conservados en el Museo Arqueológico Nacional.
Este dolmen parece tener relación directa con numerosas cazoletas y el manantial de aguas sulfurosas de su entorno inmediato. Las cazoletas son pequeñas incisiones en roca que, en el caso de Almeida, cuentan con una disposición en formación triangular y que incluyen un calendario lunar. Son semejantes a otras descubiertas en Sayago, muchas de ellas acompañadas de otras en forma de serpiente o incluso de cruz. Se desconoce la razón de ser de las mismas, aunque se les suele atribuir un sentido religioso. Por otra parte, el dolmen parece tener vinculación con el manantial de aguas sulfurosas del Hervidero de San Vicente, dada su cercanía (unos 50 m) y la orientación de entrada al dolmen, dirigida hacia el manantial.

### Edad Antigua
Almeida fue cruce de calzadas romanas, ya que en esta localidad confluyen la que unía Villadepera-Ledesma, Zamora-Carbellino y Fermoselle-Almeida. De esta época son testigos también el puente Grande, el del Rebollar y la Fuente Lorenza. Asimismo, en el paraje de El Hervidero existió un asentamiento romano.

### Edad Media
Numerosos topónimos y narraciones nos retrotraen a la época de dominación árabe, o a la presencia judía en el denominado barrio del Ghetto, caracterizado por estrechas y tortuosas callejuelas. Por otro lado, Almeida, según la tradición, pudo haberse formado tras la unión de siete pequeños asentamientos, todos ellos situados en los alrededores del actual casco urbano. La tradición habla de algunos de estos pueblos, denominados Val de Santa María, Val de Andrés, Val de San Pedro, Santa Elena y Santa Úrsula. En este último, se presume que existió un castro o un castillo. Esta arraigada tradición tiene actualmente su reflejo en el escudo del municipio.
Por otro lado, la presumible toponimia arabizante del término Almeida apuntaría a la posible fundación de esta localidad por mozárabes venidos de al-Ándalus, dentro del proceso repoblador emprendido por los reyes leoneses, o de una época anterior por la pervivencia de grupos indígenas autónomos que arabizaron sus nombres y sus topónimos por influencia de al-Ándalus. En cualquier caso, la primera referencia documental a Almedia se ha datado en el año 1208, periodo que se corresponde con el reinado de Alfonso IX de León.

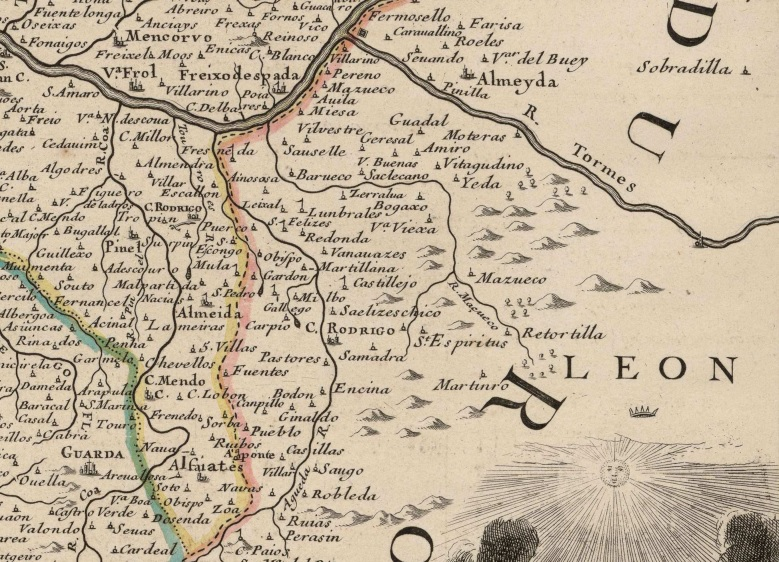
Detalle de la Raya zamorano-salmantina con Portugal en un mapa del, en el que se puede observar Almeida de Sayago (escrito Almeyda)

### Edad Contemporánea
Con la creación de las actuales provincias en 1833, Almeida quedó encuadrada en la provincia de Zamora, dentro de la Región Leonesa, la cual, como todas las regiones españolas de la época, carecía de competencias administrativas. Un año después Almeida fue adscrita al partido judicial de Bermillo de Sayago.
Tras la constitución de 1978, Almeida pasó a formar parte en 1983 de la comunidad autónoma de Castilla y León, en tanto municipio adscrito a la provincia de Zamora. En 1983, tras la supresión del partido judicial de Bermillo de Sayago, Almeida fue integrada en el actual partido judicial de Zamora.

## Geografía humana

### Demografía
Cuenta con una población de 422 habitantes (INE 2024).
| Gráfica de evolución demográfica de Almeida de Sayago entre 1842 y 2021 |
| |
| Población de derecho según los censos de población del INE Población de hecho según los censos de población del INEEn estos censos se denominaba Almeida: 1842, 1857, 1860, 1877, 1887, 1897, 1900, 1910, 1920, 1930, 1940, 1950, 1960, 1970, 1981 y 1991 Entre el censo de 1970 y el anterior, crece el término del municipio porque incorpora a 49509 (Escuadro) |

El municipio ha experimentado una notable pérdida de población durante los siglos XX y XXI. Esta sangría demográfica es consecuencia directa del fenómeno denominado éxodo rural, especialmente virulento en las zonas rurales fronterizas de las provincias de Zamora y Salamanca, como es el caso del municipio de Almeida y, en general, de las comarcas de Sayago y Aliste de la provincia de Zamora.
La línea de tendencia es decreciente, con la excepción de las dos primeras décadas del siglo XX, y con clara continuidad en su caída durante las sucesivas décadas:
La población que emigró de Alfaraz, se dirigió hacia cuatro ámbitos geográficos receptores:
- Provincial, hacia la capital provincial zamorana.
- Regional, principalmente hacia Valladolid y, en menor medida, Salamanca.
- Nacional, las grandes áreas urbano-industriales del país: Madrid, Barcelona y País Vasco.
- Internacional, los países desarrollados de Europa occidental, como Francia, Suiza y Alemania. Aunque la emigración exterior tiene una primera gran etapa que va desde principios del siglo XX y hasta 1950, cuyo destino final es, sobre todo, Iberoamérica. A partir de los 50 la emigración se dirige hacia Europa occidental, en plena fase de desarrollo industrial y urbano que hace que los centros receptores europeos tengan gran capacidad de atracción.

La pirámide de población del municipio de Almeida responde a un modelo ecléctico entre regresivo y desequilibrado. Regresivo por mostrar una clara tendencia de envejecimiento de la población del municipio. Esta afirmación se debe, principalmente y entre otros factores, al notable efecto producido por el éxodo rural y, en general, por la baja tasa de natalidad existente. Desequilibrada en cuanto a su composición por grupos de edad y sexo, siendo especialmente significativo el alto porcentaje de mujeres con edad superior a los 80 años o el de varones en varios de los tramos de edad.
La división de la población en grupos de población activa, tercera edad y menores de edad, nos aporta el dato de que el grupo más numeroso es el de población activa con un 46,57% del total. Sus miembros estarían comprendidos en la franja de edad comprendida entre los 18 y 65 años. No obstante, el envejecimiento del municipio es patente, ya que el 45,13% pertenece a la tercera edad, es decir, a mayores de 65 años. Por último, y con un 8,30%, está el grupo de los menores de edad. Este último dato, pone de manifiesto la reducida posibilidad existente de relevo generacional en el municipio.
Como consecuencia las principales tasas demográficas comparadas de Almeida en 2010, arrojan la siguiente información:
| Tasa           | Almeida | Castilla y León | España |
| -------------- | ------- | --------------- | ------ |
| Dependencia    | 99,3%   | 52,6%           | 46,2%  |
| Envejecimiento | 45,1%   | 22,6%           | 16,9%  |
| Maternidad     | 11,9%   | 17,6%           | 21,0%  |
| Tendencia      | 166,7%  | 100,7%          | 106,4% |
| Reemplazo      | 82,8%   | 100,1%          | 120,6% |

### Núcleos de población
El municipio se divide en dos núcleos de población, que poseían la siguiente población en 2024 según el INE.
| Núcleo de población | Población |
| ------------------- | --------- |
| Almeida de Sayago   | 402       |
| Escuadro            | 20        |

### Economía
La actividad agropecuaria es la principal fuente de recursos del municipio de Almeida, aunque en el pasado también contó con una notable actividad fabril que actualmente ha ido desapareciendo. En la actualidad repunta el sector del turismo, con la reapertura del Balneario, casas de turismo rural y la señalización de rutas de rutas de senderismo.
Cobra especial interés el dato de que el territorio municipal de Almeida se encuentra incluido dentro de varias denominaciones de origen y marcas de garantía. Este último dato puede otorgar a sus productos agropecuarios un notable valor y reconocimiento. Algunas de estas son la Carne de Ávila, el Lechazo de Castilla y León, el Queso Zamorano, la Harina Tradicional de Zamora y la Ternera de Aliste.
Cultivos
Prácticamente la mitad del término se dedica a cultivos de secano, repartiéndose la superficie entre cultivos herbáceos y barbechos y tierras no ocupadas.
Se sigue una alternativa cereal/barbecho, siendo muy difícil introducir rotaciones más intensivas debido a las limitaciones del suelo y clima. Los cultivos predominantes son cebada, centeno, trigo y avena. Son en general cultivos muy poco esmerados con rendimientos bajos y difícilmente mejorables. Estos cultivos se aprovechan tanto para la obtención de grano, como para forraje tanto en verde como henificado.
A pesar de la pobreza del terreno y el progresivo despoblamiento y envejecimiento de la población, la presencia de una población activa todavía importante dedicada a la agricultura y ganadería, hace que la superficie de secano haya permanecido sin variaciones importantes en los últimos años.
Las praderas y pastizales constituyen el uso del suelo más interesante, debido principalmente a la importancia de la ganadería extensiva en la zona. Aproximadamente la cuarta parte del término se destina a praderas y pastizales, repartiéndose prácticamente a partes iguales entre las de carácter comunal y las particulares.
Las praderas naturales se sitúan en los terrenos más profundos, frescos y fértiles, ocupando los valles de los arroyos y de otros cauces de menor importancia. Se trata de los terrenos más apreciados por los agricultores, tanto es así que los de titularidad privada se encuentran cercadas con paredes de piedra. El aprovechamiento principal es 'a diente', admitiendo un corte para henificar en primavera. No obstante se trata de praderas poco productivas que suelen agostarse al comenzar el verano. Los pastizales se sitúan en zonas más secas y de peores condiciones agronómicas, no siendo posible el aprovechamiento mediante siega. La superficie de prados y pastos también se ha mantenido estable en los últimos años.
Es importante señalar la gran cantidad de paredes perimetrales de piedra que existen en la zona. Se deben a la vocación ganadera del terreno, tanto en los casos de praderas como en las parcelas labradas. Estas últimas se llaman 'cortinas' y se usan para la obtención de forrajes y también para guarecer el ganado. Los huertos familiares se encuentran en las proximidades del casco urbano y casi todos han quedado excluidos.
La superficie restante se reparte entre superficie forestal, eriales y roquedales. El monte principalmente está asentado en terrenos comunales. El término de Almeida incluye dos montes de utilidad pública denominados El Conejal y el monte de la Cueva.
Ganadería
La actividad ganadera es todavía muy importante en el pueblo de Almeida, siendo esta la actividad principal de las explotaciones agrarias.
La cabaña de ganado vacuno se compone de unas 400 vacas de aptitud cárnica y unas 50 vacas lecheras, repartidas en 13 explotaciones. Las principales razas son la parda-alpina, la morucha y la frisona. El sistema de explotación es semiextensivo, a excepción de las moruchas que se explotan en régimen extensivo.
La cabaña de ovino es de unas 10 000 ovejas repartidas entre 20 explotaciones de tamaño variable. La mayoría se destinan a la producción de carne y leche, siendo las razas predominantes la churra y la castellana.
El censo de porcino se sitúa en torno a las 250 reproductores y 300 animales de cebo. El tamaño de las explotaciones es pequeño y únicamente tres de ellas cuentan con más de 40 cabezas de ganado.
Turismo
En los últimos años, de la mano de su ayuntamiento y de la iniciativa privada, el municipio ha reorientado su actividad emprendedora hacia la actividad del turismo y el ocio, como complemento generador de recursos económicos. Para ello se ha basado en la importante riqueza etnográfica, patrimonial y natural del municipio, entre los que destacan el dolmen del Casal del Gato, el manantial de aguas sulfurosas de los Hervideros de San Vicente o sus abundantes berruecos de formas caprichosas, sino que también por su cercanía a puntos de alto valor turístico y natural como son el embalse de Almendra (a 2 km), el parque natural de Arribes del Duero (a 22 km). Consecuencia de esta tendencia es la nueva oferta de casas rurales o la más reciente rehabilitación de su balneario. El ayuntamiento, por su parte, ha creado tres rutas que muestran a su visitante los valores naturales de este municipio, denominadas: ruta del monte de la Cueva, ruta de los Espacios Sagrados Prehistóricos y la ruta de las Peñas y Berrocales.
Otros
Hasta no hace muchos años, Almeida era un pueblo con notable presencia del sector industrial, donde se producían carros, cerámica, derivados del corcho, telares y otros. Actualmente sigue siendo uno de los pueblos más dinámicos y emprendedores de Sayago, aunque en una vertiente más comercial y de servicios. De sus iniciativas empresariales se benefician no solo las localidades del municipio, sino también las numerosas y pequeñas localidades limítrofes, siendo de esta forma uno de los núcleos de referencia de la comarca de Sayago. No obstante, aún perdura su tradicional actividad fabril, destacando la presencia de una fábrica de harinas y varias chacineras.

### Transporte y comunicaciones
Carreteras
La zona está cruzada por cuatro carreteras pertenecientes a la Junta de Castilla y León: ZA-320 que comunica el pueblo de Almeida con Zamora, ZA-322 que lo comunica con Bermillo de Sayago; ZA-311 que comprende el tramo entre Almeida y el límite de provincia con Salamanca, en dirección a Ledesma y ZA-320 que une Almeida con Carbellino.
También hay una carretera local, perteneciente a la Diputación de Zamora, que une Almeida con Escuadro y Viñuela de Sayago.
El resto de las vías de comunicación está formado por una red de caminos vecinales y locales, ajustada a las necesidades actuales en cuanto a densidad y trazado, pero que en su mayoría se encuentran en mal estado de conservación con tramos encharcadizos y otros con afloramientos rocosos.
Transporte público
Existe una línea regular de viajeros que une a Almeida con Zamora, la capital provincial. Además, la Junta de Castilla y León ha implementado un sistema de gestión del transporte basado en una petición previa del ciudadano, que se denomina Transporte a la Demanda y que se dirige y organiza desde un centro virtual de transporte. Con él se pretende que los vehículos que prestan los servicios regulares lleguen a los pueblos pequeños y alejados, y por lo tanto peor comunicados, cuando sus habitantes realmente lo necesiten. Este servicio, en el caso de los residentes en el municipio de Almeida es cubierto por la línea existente entre Moraleja de Sayago y Bermillo de Sayago.
Vías pecuarias
Las vías pecuarias de Almeida, clasificadas por Orden Ministerial de 8 de agosto de 1961, son:
- Cordel de Ledesma a Bermillo de Sayago: Tiene una anchura legal de 37,61 m. excepto en las afueras de Almeida, que tendrá la anchura de las calles. Penetra en el término de esta localidad procedente de Pelilla, provincia de Salamanca, por el monte del Conejal y, tras un recorrido de unos 9 km, penetra en el término de Villamor de Cadozos por el pago de la ermita de Gracia.

- Cordel de la Cruz del Sierro: Tiene una anchura legal de 37,61 m y un recorrido dentro del término de Almeida de unos 3 km. Tiene su origen en el Cordel de Ledesma a Bermillo de Sayago en el pago Cruz de Valdeandrés y penetra en el término de Torrefrades por el pago Cruz del Sierro.

- Colada de Alfaraz: Tiene una anchura legal de 33,43 m y un recorrido dentro del término de Almeida de unos 5 km. Arranca del Cordel de Ledesma a Bermillo de Sayago y cruza la población unida a la carretera de Carbellino primero y a la de Fonfría a Ledesma después, para, una vez abandonado el pueblo y cruzando el término, penetrar en el término de Escuadro por el pago de Valdemolinos.

## Símbolos
Almeida de Sayago cuenta con escudo heráldico y bandera municipal desde el 17 de agosto de 2000, fecha en la que se publicó en el boletín oficial de la provincia de Zamora la aprobación del acuerdo municipal correspondiente.
Dicho acuerdo fue adoptado en el pleno del Ayuntamiento de Almeida, en sesión ordinaria celebrada el día 29 de julio de 2000 y por unanimidad de los siete concejales que componen la corporación, es decir por la mayoría absoluta del número legal de sus miembros.
El acuerdo se adoptó en el ejercicio de las funciones delegadas por la comunidad autónoma de Castilla y León a los ayuntamientos mediante la Ley 1/1998 de 4 de junio de Régimen Local de Castilla y León y en conformidad con la tramitación del art. 28 de dicha Ley. El escudo heráldico y la bandera municipal aprobada se atienen a las leyes y reglas de heráldica y de vexilología con la siguiente descripción:
- Escudo heráldico: Se trata de un escudo medio partido y cortado. El primero de plata bandera de gules. El segundo de gules siete cruces de plata puestas en tres palos de 2, 3 y 2. El tercero de azur puente de plata mazonado de sable. Al timbre corona Real cerrada.

- Bandera municipal: Es rectangular, de proporciones 2:3, formada por dos franjas horizontales en proporciones 2/3 y 1/3, siendo roja la superior y verde la inferior.

## Administración y política

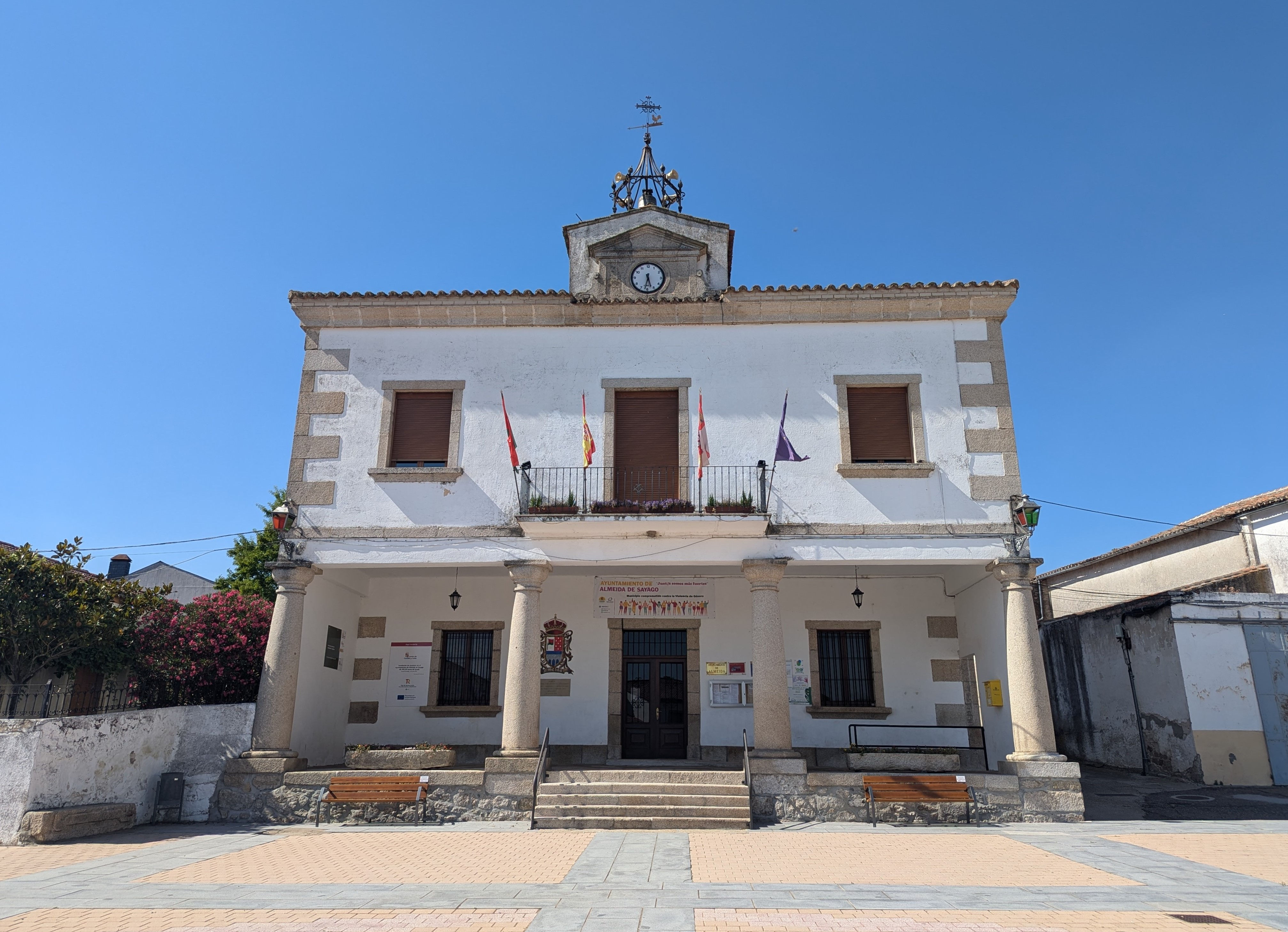
Casa consistorial

El ayuntamiento es el responsable de la vida municipal. Con su plena personalidad jurídica, es el órgano que realiza las funciones de gobierno y administración del municipio. Está presidido por el alcalde, que ostenta la presidencia de la administración local y del pleno municipal, este último formado por los concejales o ediles que, reunidos en pleno, ejercen la potestad normativa a nivel local.
Los miembros del equipo de gobierno municipal, son elegidos mediante sufragio en las elecciones locales convocadas a tal efecto, y en las que el municipio de Almeida se constituye en circunscripción electoral. La siguiente tabla, muestra los resultados de las elecciones municipales de Almeida desde 1999:
| Partido político | 2015  | 2015       | 2011  | 2011       | 2007  | 2007       | 2003  | 2003       | 1999  | 1999       |
| Partido político | %     | Concejales | %     | Concejales | %     | Concejales | %     | Concejales | %     | Concejales |
| PP               | 15,68 | 1          | 55,5  | 4          | 62,55 | 5          | 62,36 | 5          | 54,53 | 4          |
| PSOE             | 77,2  | 6          | 41,06 | 3          | 33,68 | 2          | 32,89 | 2          | 44,79 | 3          |
| UPZ              | -     | -          | -     | -          | -     | -          | 1,71  | 0          | -     | -          |
| ZU               | -     | -          | -     | -          | -     | -          | 1,71  | 0          | -     | -          |
| Ahora Decide/AS  | 4,28  | 0          | -     | -          | -     | -          | -     | -          | -     | -          |

El personal del ayuntamiento se encuentra dividido en varios grupos, siendo el principal de ellos el correspondiente a funcionarios, compuesto por un secretario-interventor y un auxiliar. Dependiendo de las necesidades, cuenta también con personal laboral consistente en varios operarios y personal técnico para los servicios de comedor social, guardería, educación para adultos y residencia de ancianos.
Ciertos servicios son además proporcionados por la Diputación Provincial de Zamora y, desde 1986, los servicios de abastecimiento de agua son ofrecidos por la mancomunidad Sayagua.
Este municipio cuenta con dos localidades. Al margen del núcleo de población principal, constituido por Almeida, también forma parte de este municipio la pequeña pedanía de Escuadro.

## Equipamientos y servicios

### Educación
Almeida cuenta con un colegio que cubre los servicios de educación infantil y primaria. El centro fue estrenado en el curso 1978-1979, y en 1992 pasó a denominarse Matilde Ledesma Martín, en recuerdo de la maestra del mismo nombre, natural de esta localidad, cuya labor educativa dejó un grato recuerdo en sus numerosas promociones de alumnos. El colegio es el encargado de cubrir los servicios educativos de infantil y primaria de Almeida y de las poblaciones aledañas de su área de influencia. Esta área incluye las localidades de Alfaraz, Carbellino, Escuadro, Fresno, Mogatar, Roelos, Salce, Tamame, Viñuela de Sayago y las numerosas dehesas anejas como Pelilla, Paredes, Villoria, Soguinos, Macada y Castro. Para abarcar este amplio ámbito territorial, el colegio cuenta con un servicio de transporte con tres rutas de y un comedor escolar.
Los alumnos que comienzan la educación secundaria obligatoria tienen dos opciones, pudiéndose dirigir a uno de los dos centros educativos de referencia territorial:
- En Bermillo de Sayago el IES Arribes de Sayago. Este es el centro de secundaria al que se encuentra adscrito el CEIP Maite Ledesma. También dispone de servicios complementarios de transporte y comedor. En él se imparten los ciclos completos de la ESO (de 1.º a 4.º de la ESO) y dos modalidades de bachillerato: por un lado el de ciencias y tecnología y, por otro, el de humanidades y ciencias sociales.[51]

- En Muga de Sayago el IES José Luis Gutiérrez. En este centro se imparte la educación secundaria y el bachillerato.[52]

La formación profesional no está presente en la comarca de Sayago. Los alumnos de Almeida han de desplazarse a Zamora, donde podrán cursar los ciclos formativos de grado superior existentes en sus centros.

### Sanidad
Almeida cuenta con un consultorio médico local. Administrativamente, pertenece a la zona básica de salud de Sayago, cuyos servicios médicos (médico de familia, pediatría, enfermería…) son prestados por el centro de salud de Sayago situado en Bermillo de Sayago. Este centro de salud, a su vez, cuenta con el Complejo Asistencial de Zamora (Hospital Virgen de la Concha y el Hospital Provincial de Zamora) como hospital de referencia que, situado en Zamora, cubre las necesidades médicas del área de salud de Zamora.
Cuenta, además, con la presencia de una farmacia.

### Servicios sociales
Los servicios sociales básicos (CEAS), son atendidos desde el Centro de Acción Social de Sayago, con sede en Bermillo de Sayago. Desde este centro se ofertan las prestaciones y funciones de su competencia que permitan la mejora de las condiciones de vida de los individuos o colectivos de su territorio, a fin de que puedan desarrollar su plena integración social.
Almeida cuenta además con otros servicios sociales como son la residencia de ancianos, guardería, comedor social, centro cultural y biblioteca municipal.

### Seguridad ciudadana
La Guardia Civil es la encargada de proteger el libre ejercicio de los derechos y libertades de los ciudadanos, así como garantizar su seguridad. Almeida no cuenta con un acuartelamiento propio, siendo los puestos más cercanos los situados en Bermillo de Sayago y Fermoselle.

### Abastecimiento
Los servicios básicos son prestados por el ayuntamiento de Almeida y por la mancomunidad Sayagua. La mancomunidad se encarga, entre otros servicios, del abastecimiento de agua del municipio y de la recogida y tratamiento de residuos.

### Justicia
Cuenta con un juez de paz nombrado por el Tribunal Superior de Justicia de Castilla y León. Almeida pertenece administrativamente al partido judicial n.º 2 de Zamora, siendo los juzgados y tribunales situados en Zamora los encargados de administrar justicia justicia.

### Otros
Los servicios de notaría y de registro de la propiedad se sitúan en Bermillo de Sayago.

## Cultura

### Patrimonio

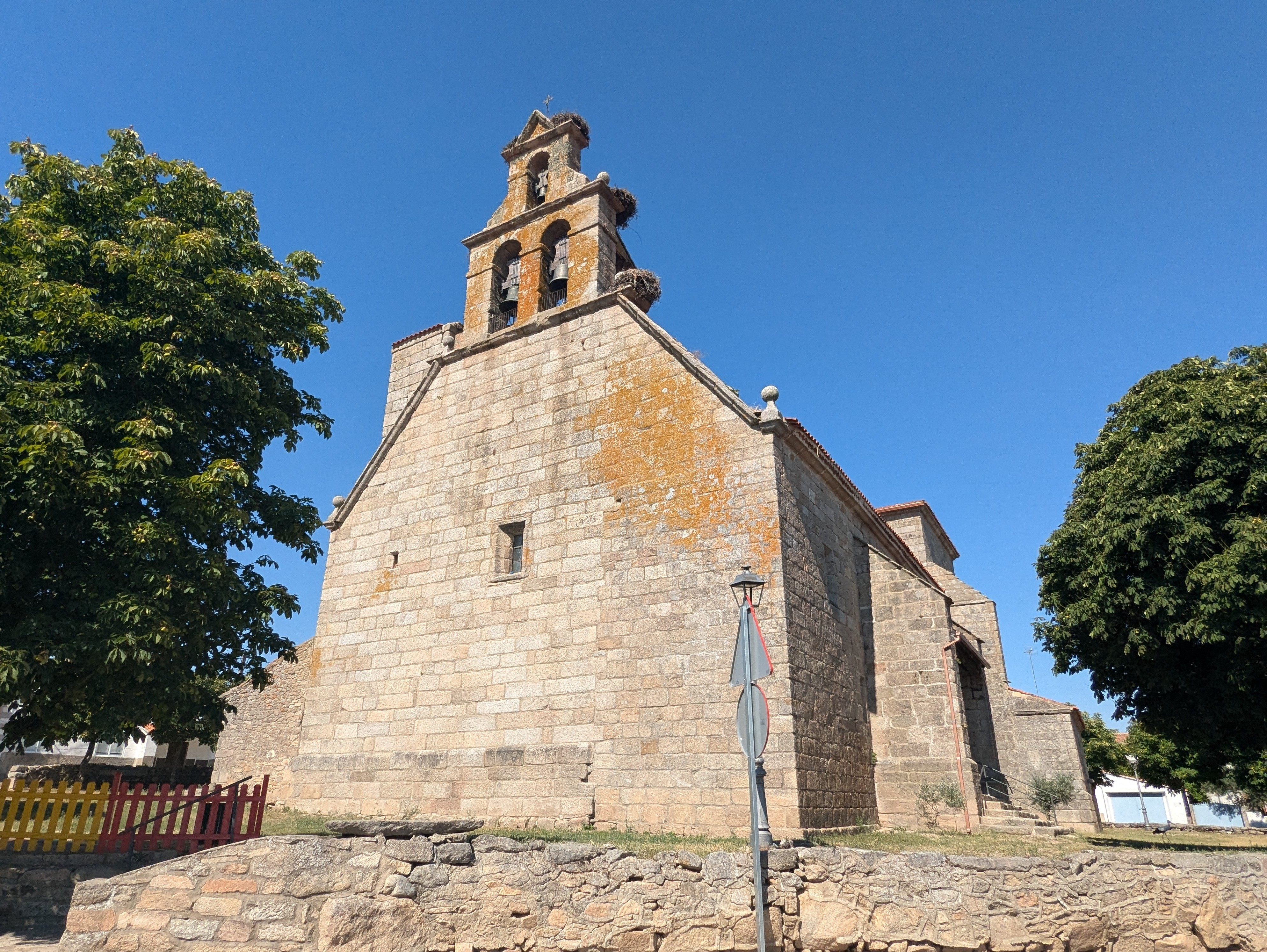
Iglesia de San Juan Bautista
A nivel administrativo, pertenece al arciprestazgo de Sayago. Se presenta como un sobrio conjunto arquitectónico de estilo barroco. En su interior destaca la presencia de un retablo plateresco de transición al barroco que fue construido en 1631. En el centro se encuentra una talla de San Juan Bautista, titular de la parroquia, procedente de la escuela de Gregorio Fernández. El retablo tiene tres cuerpos horizontales separados por cornisas. El Superior es el más sencillo en cuanto a ornamentación y en él está la imagen de Dios Padre.
En la cornisa entre el segundo y tercer cuerpo justamente en su centro, se encuentra la talla de una cabeza de niña, en la que el artista refleja la leyenda popular sobre el origen de la iglesia y su relación con la joven mártir que fue atada a la cola de dos caballos y arrastrada hasta morir por no renunciar a la fe cristiana de la que era enemigo su padre, un noble de la morería.
Dolmen
A un escaso km en dirección oeste, en el paraje del Casal del Gato, se encuentra un dolmen o lo que son sus restos, perteneciente probablemente a la Edad de Hierro. La cámara y el túmulo están completamente destruidos. Se conserva parte de la galería de acceso. El arqueólogo e historiador leonés Padre Morán, fue el primero en estudiarlo en el año 1935. En la excavación no encontró vestigios humanos pero si halló sin embargo lo que podría ser el ajuar perteneciente al difunto: un cuchillo de sílex, un puñal de cobre, un cuenco de barro y algunos enseres más. En las inmediaciones del dolmen, han aparecido numerosas cazoletas practicadas en las rocas y siempre dispuestas en formaciones triangulares. No se conoce con certeza la razón de ser de estas cazoletas pero se les atribuye un sentido religioso.
Fuente del Hervidero
Es un manantial de aguas termales, situado junto al dolmen del Casal del Gato.
Balneario
Se encuentra situado en una zona de manantiales de agua sulfurosa y que ha sido y es muy utilizada para curar diversas dolencias, reumatismos y otras enfermedades. Sus aguas nacen en el conocido pago de los Hervideros de San Vicente, con característica minerales y propiedades curativas similares a las de las fuentes de Las Curas (en Carbellino) y de los Baños de Ledesma, aunque estas últimas emergen a mayor temperatura.
Pesquera de Morán
Es un dique de piedra sobre la rivera de Belén, cuya finalidad es impedir la erosión de una pradera comunal.
El caño

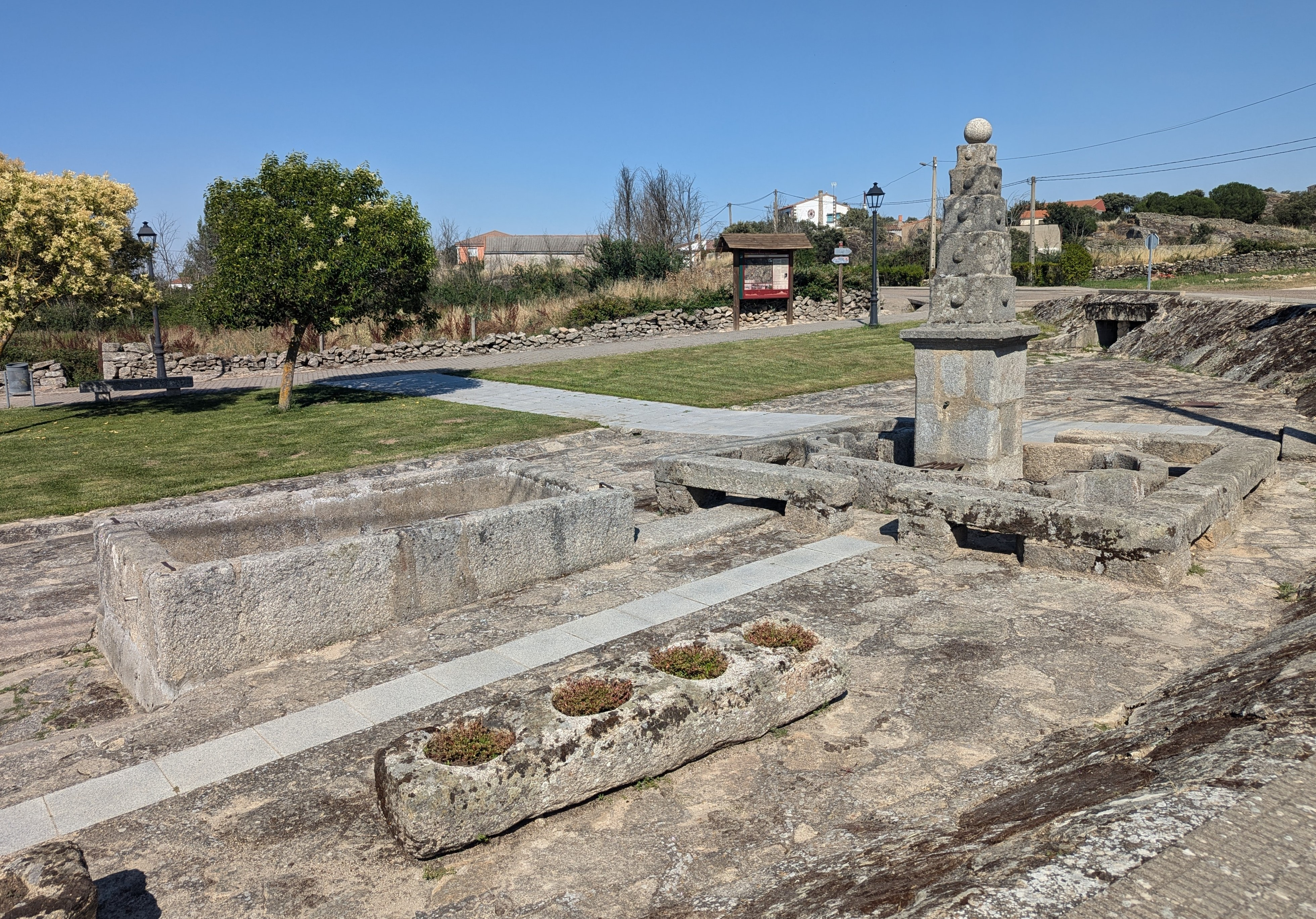
Caño

Fuente considerada como obra maestra de cantería de principios del siglo XX (año 1901) y considerada como única dentro de la comarca de Sayago. Un surtidor de agua sale de su pedestal formado por un prisma cuadrangular sobre el que descansan cinco troncos de pirámide que disminuyen de tamaño a medida que ascienden y adornados en sus caras por pequeños casquetes semiesféricos.
Casa consistorial
Su elemento arquitectónico más destacado y llamativo son las dos columnas de granito y de una sola pieza que hay a la entrada.
Puente Nuevo
Fue realizado a mediados del siglo XIX y se encuentra a 2 km del pueblo en dirección a Zamora.
Puente Grande
De origen romano, aunque ha sido objeto de varias reparaciones en el medievo e incluso en épocas más actuales, esta últimas no demasiado acertadas.

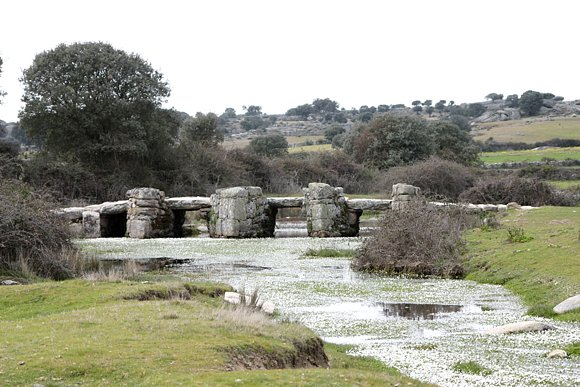
Puente del Rebollar
También de origen romano.[cita requerida] En este caso, sobre él se pueden apreciar restos de la antigua calzada.

### Fiestas
Una de las principales fiestas es la de San Roque, cuyo día principal es el 16 de agosto. En ella tienen lugar multitud de actos festivos religiosos (procesiones y misas en honor de San Roque y de la Virgen de la Asunción, tradicionales (encierros de Vacas Bayonas y Baile de la Bandera) y lúdicos (verbenas, juegos, carrera popular, charlas-coloquios, teatro, exposiciones y actuaciones). También son celebrados los Carnavales, Santa Águeda, San Isidro, San Juan, la Semana Santa, los Quintos y la tradicional Romería a la ermita de Nuestra Señora de Gracia.
La romería a la ermita de Nuestra Señora de Gracia o romería de San Marcos (25 de abril) cuenta con una profunda devoción entre los vecinos de Almeida. Los actos suelen comenzar a media mañana, previo aviso mediante cohetes y el repique de campanas que anuncian la salida de la Virgen de Belén de la iglesia parroquial para iniciar la procesión hacia la ermita. La procesión es encabezada por los mayordomos que son los encargados de llevar el pendón, ayudados por los cordeleros para mantener vertical el mástil de cinco metros de altura. Tras ellos, la virgen es portada por las mujeres del pueblo, a la que se le dedican cánticos y plegarias, acompañados por el tradicional sonido de flautas y tamboriles. Posteriormente, la procesión hace una parada en el lugar donde se encuentra la Cruz de San Andrés, donde el párroco realiza la bendición de los campos. Tras reanudar la procesión, y completados los tres kilómetros hasta llegar a la ermita, situada en el término de Villamor de Cadozos, se celebra la misa, previa representación de la aparición de la virgen por los niños del pueblo. La misa finaliza con el canto de la Salve dedicada a la Virgen de Gracia. Tras los oficios, el ayuntamiento de Almeida, conforme a la tradición, reparte vino a todos los asistentes que, a su vez, disfrutan de una comida campestre entre las abundantes encinas de lugar. Por la tarde la fiesta continúa con los juegos infantiles organizados por los mayordomos y la posterior celebración del Santo Rosario. A la salida de la iglesia, la procesión reanuda la vuelta desde la ermita hasta Almeida. Por la noche, y como colofón del día festivo, un grupo musical suele amenizar el baile hasta altas horas de la madrugada en el Salón Cultural de Almeida.
La Vaca Bayona es otra de las fiestas populares de esta localidad. El día de la celebración solía ser el «Domingo Gordo de Carnaval», aunque en la actualizad, y por impulso del ayuntamiento, también sale el Martes de Carnaval e incluso en las fiestas de San Roque.